# Vela nos Jogos Olímpicos de Verão de 1964 - 5.5 Metre
As provas da classe 5.5 Metre da vela nos Jogos Olímpicos de Verão de 1964 ocorreram entre 12 e 23 de outubro daquele ano na Baía de Sagami, na prefeitura de Kanagawa, no Japão. O programa compunha sete regatas. Para esta classe, houve 45 velejadores de 15 nações inscritas.

## Medalhistas
O trio australiano William Northam, Peter O'Donnell e James Sargeant finalizou a competição em primeiro lugar e conquistou a medalha de ouro. A prata firmou-se com os suecos Lars Thörn, Arne Karlsson e Sture Stork. Por fim, a medalha de bronze ficou com John J. McNamara, Joseph Batchelder e Francis Scully, dos Estados Unidos.
|  | AUS Austrália                                  |  | SWE Suécia                           |  | USA Estados Unidos                                |
|  | William Northam Peter O'Donnell James Sargeant |  | Lars Thörn Arne Karlsson Sture Stork |  | John J. McNamara Joseph Batchelder Francis Scully |

## Resultados
Estes foram os resultados da competição:
| Pos.              | Tripulação                                                        | Embarcação | Código | Regata I | Regata I | Regata II | Regata II | Regata III | Regata III | Regata IV | Regata IV | Regata V | Regata V | Regata VI | Regata VI | Regata VII | Regata VII | Total de pontos | Total -1 |
| Pos.              | Tripulação                                                        | Embarcação | Código | Pos.     | Pts.     | Pos.      | Pts.      | Pos.       | Pts.       | Pos.      | Pts.      | Pos.     | Pts.     | Pos.      | Pts.      | Pos.       | Pts.       | Total de pontos | Total -1 |
| ----------------- | ----------------------------------------------------------------- | ---------- | ------ | -------- | -------- | --------- | --------- | ---------- | ---------- | --------- | --------- | -------- | -------- | --------- | --------- | ---------- | ---------- | --------------- | -------- |
| Medalha de ouro   | AUS William Northam Peter O'Donnell James Sargeant                | Barrenjoey | KA 14  | 1        | 1277     | 6         | 499       | 2          | 976        | 1         | 1277      | DNF      | 101      | 1         | 1277      | 4          | 675        | 6082            | 5981     |
| Medalha de prata  | SWE Lars Thörn Arne Karlsson Sture Stork                          | Rush VII   | S 37   | 4        | 675      | 4         | 675       | 4          | 675        | 4         | 675       | 1        | 1277     | 4         | 675       | 1          | 1277       | 5929            | 5254     |
| Medalha de bronze | USA John J. McNamara Joseph Batchelder Francis Scully             | Bingo      | US 50  | 10       | 277      | 1         | 1277      | 1          | 1277       | 6         | 499       | 2        | 976      | 3         | 800       | DNF        | 101        | 5207            | 5106     |
| 4                 | ITA Agostino Straulino Bruno Petronio Massimo Minervin            | Grifone    | I 42   | 2        | 976      | 2         | 976       | 3          | 800        | 11        | 236       | 7        | 432      | 2         | 976       | 5          | 578        | 4974            | 4738     |
| 5                 | EUA Fritz Kopperschmidt Herbert Reich Eckart Wagner               | Subbnboana | G 12   | 14       | 131      | 8         | 374       | 6          | 499        | DNF       | 101       | 4        | 675      | 5         | 578       | 3          | 800        | 3158            | 3057     |
| 6                 | FIN Johan Gullichsen Peter Fazer Juhani Salovaara                 | Chaje II   | L 24   | 6        | 499      | 5         | 578       | 9          | 323        | 5         | 578       | 5        | 578      | 8         | 374       | 7          | 432        | 3362            | 3039     |
| 7                 | CAN Sandy MacDonald Douglas Woodward Bernard Skinner              | State VI   | KC 58  | 13       | 163      | 3         | 800       | 5          | 578        | 9         | 323       | 9        | 323      | 7         | 432       | 6          | 499        | 3118            | 2955     |
| 8                 | NOR Haroldo V Eirik Johannessen Stein Føyen                       | Fram III   | N 27   | 7        | 432      | 9         | 323       | 7          | 432        | 2         | 976       | 10       | 277      | 9         | 323       | 8          | 374        | 3137            | 2860     |
| 9                 | BAH Robert Symonette Roy Ramsay Percy Knowles                     | John B     | BA 1   | 9        | 323      | 13        | 163       | 11         | 236        | 3         | 800       | 3        | 800      | 10        | 277       | 10         | 277        | 2876            | 2713     |
| 10                | SUI Paul Ramelet Roger Rouge Jean Graul                           | Alain IV   | Z 45   | 3        | 800      | DNF       | 101       | 13         | 163        | DSQ       | 0         | 11       | 236      | 12        | 198       | 2          | 976        | 2474            | 2474     |
| 11                | GBR Robin Aisher Eric Denham Adrian Jardine                       | Yeoman XII | K 12   | 8        | 374      | 10        | 277       | 8          | 374        | 8         | 374       | 6        | 499      | 6         | 499       | 9          | 323        | 2720            | 2443     |
| 12                | DEN William Berntsen Carl Christian Lassen Per Holm               | Web III    | D 11   | 5        | 578      | 7         | 432       | 12         | 198        | 10        | 277       | 8        | 374      | 13        | 163       | 11         | 236        | 2258            | 2095     |
| 13                | URS Konstantin Alexandrov Konstantin Melgunov Valentin Zamotaikin | Druzhba    | SR 1   | 11       | 236      | 11        | 217       | 10         | 277        | 7         | 432       | 12       | 198      | 11        | 236       | 12         | 198        | 1794            | 1596     |
| 14                | JPN Fujiya Matsumoto Masao Yoshida Takeshi Hagiwara               | Roy        | J 1    | 12       | 198      | 11        | 217       | 14         | 131        | 12        | 198       | 13       | 163      | 14        | 131       | 13         | 163        | 1201            | 1070     |
| 15                | MEX Víctor de la Lama Iker Belausteguigoitía Luis Aguilar         | Xolotl     | MX 1   | 15       | 101      | 14        | 131       | 15         | 101        | 13        | 163       | 14       | 131      | 15        | 101       | 14         | 131        | 859             | 758      |

### Classificação diária

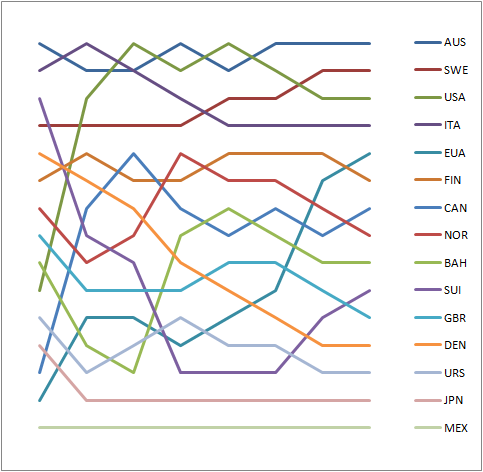
Gráfico mostrando a classificação diária na classe.